# Doutor Ricardo
Doutor Ricardo est une municipalité brésilienne située dans l'État du Rio Grande do Sul.